# Empoasca pacifica
Empoasca pacifica är en insektsart som beskrevs av Vilbaste 1968. Empoasca pacifica ingår i släktet Empoasca och familjen dvärgstritar. Inga underarter finns listade i Catalogue of Life.